# Zhang Fan
Zhang Fan (ur. 1 stycznia 1975) – chiński zapaśnik walczący w stylu wolnym. Zajął jedenaste miejsce na mistrzostwach świata w 1998. Dziewiąty na mistrzostwach Azji w 2000. Brązowy medalista igrzysk Azji Wschodniej w 1997 i 2001 roku.